# Pandemia de COVID-19 en Crimea
El primer caso de la pandemia de COVID-19 en Crimea se confirmó el 21 de marzo de 2020. Hay 101 casos confirmados. Crimea forma parte de la península homónima, un territorio controlado por Rusia y reclamada por Ucrania, el gobierno ruso incluye el conteo de Crimea en su lista nacional.

## Cronología

### Marzo
El 17 de marzo se decretó el Estado de alerta en la República de Crimea.
El 21 de marzo se confirmó el primer caso por el gobernador ruso de Crimea, Serguéi Aksiónov.
El 26 de marzo el gobierno de la República declaró la cuarentena total.

### Abril
El 20 de abril Aksiónov puso en cuarentena a la República de Crimea y recomendó a los turistas, principalmente de Rusia, dejar de venir a la península.
El 23 de abril se reportaron 53 casos de COVID-19 en toda Crimea.